# Mare de Déu dels Dolors de Millars
La Mare de Déu dels Dolors de Millars és la capella de l'hospital del poble de Millars, a la comarca del Rosselló (Catalunya del Nord).
Està situada dins del nucli de població de Millars, al nord-est del nucli antic. És en el carrer de l'Hospital, i actualment serveix de residència d'ancians.